# Nectophrynoides laevis
Nectophrynoides laevis és una especie de gripau de la família dels bufònids. Va ser descrito per M. Menegon, S. Salvidio  & S.P. Loader el 2004. Té una pell molt llissa, en llatí lævis o levis el que explica l'epítet específic.
Va ser descobert a la reserva natural del bosc meridional de les Muntanyes Uluguru a la regió de Morogora a Tanzània a uns 2000 m d'altitud. No se'n sap gaire sobre els costums de criar, és probablement ovovivipar. Viu en una reserva molt remota ben protegida.